# Marcel Pronovost
Marcel Pronovost (ur. 15 czerwca 1930 w Lac á la Tortue, zm. 26 kwietnia 2015 w Windsor) – kanadyjski hokeista, który grał na pozycji obrońcy w zespole Detroit Red Wings i Toronto Maple Leafs. Był również trenerem zespołów: Buffalo Sabres oraz Detroit Red Wings. Od 1978 roku członek Hockey Hall of Fame.